# 에우릴로코스
에우릴로코스(Eurylochus)는 그리스 신화에 나오는 오디세우스의 매부이다. 오디세우스와 함께 트로이 전쟁에 참가하여 귀국하는 길에도 동행하였다. 트로이 전쟁이 끝난 뒤 귀국길에 오른 오디세우스 일행의 배는 12척의 함대를 이루었으나, 식인 거인족이 사는 라이스트리곤에서 큰 피해를 입어 오디세우스와 에우릴로코스가 탄 배만 무사히 탈출하였다. 이들은 마녀 키르케가 사는 아이아이에섬에 상륙하였다. 오디세우스와 에우릴로코스는 일행을 두 패로 나누었고 제비뽑기를 한 결과 에우릴로코스가 정찰대를 이끌고 떠나게 되었다. 에우릴로코스는 부하들이 키르케의 궁전에 들어갈 때 의심이 들어 홀로 밖에 남아 있었는데, 궁전에 들어간 부하들은 모두 키르케의 마법에 걸려 돼지로 변하고 말았다. 에우릴로코스는 돌아와 오디세우스에게 사건을 설명하고 도망치자고 종용하였으나 오디세우스는 키르케의 궁전으로 향했다. 오디세우스가 가는 길에 헤르메스가 나타나 키르케의 마법을 피할 수 있는 약초와 키르케를 제압할 수 있는 방법을 일러 주었다. 에우릴로코스는 키르케가 오디세우스의 신분을 알고 나서 진심으로 환영하였을 때에도 선뜻 궁전에 들어가려 하지 않았다.